# SafeDisc
SafeDisc é uma solução de proteção contra cópias de CD/DVD para aplicações e jogos para Windows, desenvolvida pela Macrovision Corporation. Existem diversas versões de SafeDisc, a anos estão intencionados a tornar cada vez mais dificil o ato de copiar discos.
A versão atual é comercializada como SafeDisc Advanced. SafeDisc direciona-se à proteção contra cópias em dispositivos caseiros e profissionais, inclusive no caso da tentativa de engenharia reversa.
Apesar da proteção SafeDisc efetivamente prevenir usuários caseiros de criar cópias funcionais de CDs e DVDs, é bem fácil para experientes em software contorná-lo. As versões mais antigas do SafeDisc não tornaram os discos muito difíceis de copiar. Contudo, as mais novas dificultam bastante a cópia, requerendo que gravadores específicos queimem o disco como "setores fracos" e com dados estranhos que formam marca da SafeDisc.
As versões anteriores já foram superadas por softwares como DAEMON Tools e Alcohol 52%. 
Hoje a SafeDisc colocou tais softwares na lista negra (Certos programas conseguem "driblar" essa lista negra).
- Versão 1 é fácil de copiar
- Versão 2 introduziu "setores fracos" tornando mais difícil de gravar uma cópia do disco, mas que não efeito nas imagens de disco montadas por ferramentas ou programas similares.
- Versão 2.50 adicionou a detecção de ATIP fazendo-se impossível de uma cópia no gravador a menos que o software mascare que é um (CloneCD pode fazer isto).
- Versão 2.90 para acima faz o gravador copiar com mais dificuldade requerendo aos gravadores gravar em “setores fracos”; estes dispositivos são incomum.
- Versão 3.0 aumentou a dificuldade de gravar uma cópia mesmo mais adicional. Essa é a versão atual em uso.
- Versão 4 pouco se sabe sobre ela ainda. Não há atualmente (até 2006) nenhum dado técnico que possa gravar com sucesso um disco. Apesar de não ser gravável, pode ser vencido com o uso da imagem do disco.

A protecção safedisc está sempre a ficar mais difícil de copiar.